# Odd Couple (Fernsehserie)
Odd Couple (Originaltitel The Odd Couple) ist eine US-amerikanische Sitcom, die ab 2014 für CBS produziert wurde. Die Fernsehserie basierte auf dem Spielfilm Ein seltsames Paar aus dem Jahr 1968 und auf der Fernsehserie Männerwirtschaft (1970–1975). Die Titelmelodie der Neuauflage ist eine modernisierte Fassung der Originaltitelmelodie von Neal Hefti, die von Trombone Shorty eingespielt wurde. Die Hauptrollen hatten Matthew Perry und Thomas Lennon inne. Die Erstausstrahlung in den Vereinigten Staaten erfolgte am 19. Februar 2015 im Anschluss an The Big Bang Theory. Im Mai 2017 wurde die Serie nach drei Staffeln abgesetzt.

## Handlung
Felix Unger und Oscar Madison treffen sich an der Hochschule in den späten 1980er Jahren. Das Schicksal bringt die beiden zusammen und sie freunden sich an. Die beiden gründen eine WG, obwohl sie extrem unterschiedlich sind: Felix ist extrem neurotisch und pedantisch-korrekt, während Oscar schusselig und faul ist.
Jahre später ist Felix ein erfolgreicher Schriftsteller und Fotograf und Oscar ist Sportreporter geworden. Beide haben eine gescheiterte Ehe hinter sich und sie beschließen, erneut eine WG zu gründen.

## Besetzung
| Hauptfigur      | Darsteller          | Deutscher Sprecher |
| --------------- | ------------------- | ------------------ |
| Oscar Madison   | Matthew Perry       | Michael Iwannek    |
| Felix Unger     | Thomas Lennon       | Axel Malzacher     |
| Danielle „Dani“ | Yvette Nicole Brown | Peggy Sander       |
| Emily           | Lindsay Sloane      | Cathlen Gawlich    |
| Teddy           | Wendell Pierce      | Matti Klemm        |

| Nebenfigur | Darsteller       | Episoden                         | Deutscher Sprecher |
| ---------- | ---------------- | -------------------------------- | ------------------ |
| Casey      | Leslie Bibb      | 1.01, 1.03                       | Ghadah Al-Akel     |
| Roy        | Dave Foley       | 1.01–1.03, 1.08                  | Olaf Reichmann     |
| Murph      | Geoff Stults     | 1.02, 1.08, 1.10–1.11, 2.01–3.11 | Tommy Morgenstern  |
| Maureen    | Judy Kain        | 1.03–3.08                        | Sabine Walkenbach  |
| Ashley     | Christine Woods  | 1.05, 1.09, 1.13                 | Nana Spier         |
| Charlotte  | Teri Hatcher     | 2.03–3.13                        | Bettina Weiß       |
| Diane      | Sheryl Underwood | 2.05, 2.08, 3.07                 | Ilka Teichmüller   |

Zu den wichtigen Episodendarstellern zählen Desi Lydic (1.04), Lauren Graham (1.12), Joanna Cassidy (2.07) und Ron Howard (3.04). Die Serie wurde bei der Arena Synchron in Berlin vertont. Matthias von Stegmann schrieb die Dialogbücher, Manuel Straube führte die Dialogregie.

## Ausstrahlung
Die Ausstrahlung der ersten Staffel begann am 19. Februar 2015 im Anschluss an The Big Bang Theory auf CBS. Die Serienpremiere verfolgten 13,57 Millionen Zuschauer. In den darauffolgenden Wochen verlor die Serie an Zuschauern. Das erste Staffelfinale lief am 14. Mai 2015. Im Durchschnitt erreichte die Serie 9,77 Millionen Zuschauer.
Die Ausstrahlung der zweiten Staffel wurde ab dem 7. April 2016 auf dem Sender ausgestrahlt. Im Mai 2016 wurde die Serie um eine dritte Staffel verlängert.
Für das deutsche Fernsehen hat sich die ProSiebenSat.1 Media die Rechte an der Serie gesichert und entschieden, sie auf ProSieben auszustrahlen. Der Sender beschloss die Fernsehserie ab dem 2. Februar 2016 in Doppelfolgen unter dem Titel Odd Couple auszustrahlen.
In Österreich wird die Serie seit dem 23. Januar 2016 Puls 4 ausgestrahlt. Die ersten 5 Episoden wurden in Österreich erstausgestrahlt. Ab Episode 6 übernahm ProSieben in Deutschland die Erstausstrahlung.